# Looking for Paradise
«Looking for Paradise» (en español: «Buscando el paraíso»)  es el primer sencillo del álbum Paraíso Express (2009), del cantautor español Alejandro Sanz. El sencillo fue lanzado oficialmente en descarga digital y emisoras de radio el lunes 21 de septiembre de 2009 en Estados Unidos, Hispanoamérica y España. La canción posee la colaboración de la cantautora de R&B contemporáneo estadounidense Alicia Keys.

## Formato y lista de canciones
Sencillo Digital Warner Bros. Records B0026B6E4W (WEA)
Lanzamiento: 21 de septiembre de 2009
| Descarga digital |                        |               |       |
| 1                | "Looking for Paradise" | Álbum Versión | 04:41 |

## Rendimiento y recepción
En Chile, debido al impacto en airplay radial, la canción se ubicó en el número uno de la lista radial y en ventas digitales.
En España, la canción rápidamente alcanzó la ubicación número uno en la lista Top 100 general de iTunes de ese país, para pocas semanas después alcanzar el número 1 en la lista de sencillos de ese país. En Argentina y en la lista de Billboard Hot Latin Songs, consigue llegar al número 1.
El 21 de noviembre de 2009, el sencillo se convirtió en número 1 de Los 40 Principales simultáneamente (algo que no había ocurrido hasta entonces en la historia de la emisora) en España, México, Guatemala, Costa Rica, Panamá, Colombia, Ecuador, Chile y Argentina.

## Posicionamiento
| Listas (2009)                                 | Máxima posición |
| --------------------------------------------- | --------------- |
| Argentina Top 100                             | 1               |
| Brasil Hot 100                                | 22              |
| Costa Rica Top 30                             | 1               |
| España Top 50                                 | 1               |
| Los 40 Principales España                     | 1               |
| Euro 200                                      | 80              |
| México Top 100                                | 1               |
| U.S. Billboard Bubbling Under Hot 100 Singles | 4               |
| U.S. Billboard Heatseekers Songs              | 8               |
| U.S. Billboard Hot Latin Songs                | 1               |
| U.S. Billboard Latin Pop Songs                | 1               |

### Listas musicales de fin de año
| América |                |   |      |
| México  | México Top 100 | 4 | 2009 |

## Cronología
| Predecesor: "Loba" de Shakira                             | Argentina Top 100 — Sencillo N° 1 8 de noviembre de 2009 - 12 de diciembre de 2009                                                                     | Sucesor: "I Know You Want Me (Calle Ocho)" de Pitbull                            |
| Predecesor: "Esclavo de sus besos" de David Bisbal        | Billboard Hot Latin Songs — Sencillo N° 1 21 de noviembre - 28 de noviembre de 2009 (1.ª vuelta) 5 de diciembre - 12 de diciembre de 2009 (2.ª vuelta) | Sucesor: "Esclavo de sus besos" de David Bisbal "Gracias a Ti" de Wisin & Yandel |
| Predecesor: "Kalemba (Wegue-Wegue)" de Buraka Som Sistema | España Top 50 — Sencillo N° 1 23 de noviembre de 2009 - 29 de noviembre de 2009                                                                        | Sucesor: "Kalemba (Wegue-Wegue)" de Buraka Som Sistema                           |
| Predecesor: "El ritmo no perdona" de Daddy Yankee         | México Top 100 — Sencillo N° 1 14 de noviembre de 2009 - 12 de diciembre de 2009                                                                       | Sucesor: "Colgando en tus manos" de Carlos Baute                                 |

## Historial de lanzamiento
| País          | Fecha                    | Sello                | Formato                 |
| ------------- | ------------------------ | -------------------- | ----------------------- |
| Chile         | 21 de septiembre de 2009 | Warner Bros. Records | Descarga digital        |
| Chile         | 21 de septiembre de 2009 | Warner Bros. Records | Radio                   |
| España        | 21 de septiembre de 2009 | Warner Bros. Records | Descarga digital, Radio |
| Latinoamérica | 21 de septiembre de 2009 | Warner Bros. Records | Radio                   |
| Argentina     | 26 de octubre de 2009    | Warner Bros. Records | Descarga digital        |